# 소륵도
소륵도(小勒島)는 광양만에 위치한 섬으로 이름은 소륵도지만 크기는 중륵도 보다 더 크다. 전라남도 여수시 율촌면 여동리에 속해 있다. 근처에는 묘도, 중륵도, 소륵도가 있으며 사람이 사는 유인도이다.